# Xestia perornata
Xestia perornata là một loài bướm đêm trong họ Noctuidae.